# Augyles sagaingensis
Augyles sagaingensis is een keversoort uit de familie oevergraafkevers (Heteroceridae). De wetenschappelijke naam van de soort is voor het eerst geldig gepubliceerd in 2004 door Skalický.